# Pseudatemelia filiella
Pseudatemelia filiella is een vlinder uit de familie zaksikkelmotten (Lypusidae). De wetenschappelijke naam is voor het eerst geldig gepubliceerd in 1859 door Staudinger.
De soort komt voor in Europa.